# Nova Religio
Nova Religio: The Journal of Alternative and Emergent Religions é um periódico científico revisado por pares que cobre estudos religiosos, com foco no estudo acadêmico de novos movimentos religiosos. A sua publicação é trimestral, ocorrendo nos meses de fevereiro, maio, agosto e novembro. Foi estabelecido em 1997 pela Seven Bridges Press, inicialmente publicado semestralmente, mudando para tri-anualmente em 2003 e depois trimestralmente em 2005. Em 2002 (volume 6), começou a ser publicado pela University of California Press.
O jornal possui um CiteScore de 0,6 e o SCImago Journal Rank é de 0,160, ambos de 2020.

## Conselho editorial
As seguintes pessoas foram editores gerais ao longo da história do Nova Religio:
- Phillip Charles Lucas, editor geral fundador, 1997-2000; co-editor geral, 2000-2001[7]
- Catherine Wessinger, co-editora geral, 2000—atual[8]
- Rebecca Moore, co-editora geral, 2000—2011
- Douglas E. Cowan, co-editor geral, 2004—2010[9]
- Joel E. Tishken, co-editor geral, 2009—2013
- Eugene V. Gallagher, co-editor geral, 2010—2016
- Scott Lowe, co-editor geral, 2012—2017
- Benjamin E. Zeller, co-editor geral, 2012—atual
- Joseph Laycock, co-editor geral, 2016—atual
- Marie Dallam, co-editora geral, 2017—atual

## Indexação
Este periódico está indexado nas seguintes plataformas:
- Arts and Humanities Citation Index[10]
- ATLA Religion Database[11]
- EBSCO databases[12]
- International Bibliography of Periodical Literature[12]
- Modern Language Association Database[12]
- Scopus[5]